# Anthony-Aristide Boucicaut
Anthony-Aristide Boucicaut (désigné aussi comme Anthony ou Antoine Boucicaut), né à Paris le 2 mars 1839 et mort à Chamarande le 18 octobre 1879, est le fils de Marguerite Guérin qui deviendra Marguerite Boucicaut par son mariage le 5 octobre 1848 avec Aristide Boucicaut qui a reconnu l'enfant en 1845.

## Biographie
Les fondateurs prospères du Bon Marché donnent une éducation soignée à leur fils unique : il reçoit un enseignement moderne qui comprend l'apprentissage des langues vivantes et aussi une formation pratique propre à le préparer à gestion du grand magasin familial. Il montre aussi des goûts artistiques multiples et pratique lui-même la sculpture, la peinture, la gravure et la musique. Il sera associé très tôt aux affaires par son père, la société du Bon Marché devenant « MM.A. BOUCICAUT et fils ». Il épousera Alice Ybert mais le couple n'aura pas d'enfant (devenue veuve en 1879, elle épousera en secondes noces, en 1881, le docteur Laurent Amodru , maire de Chamarande jusqu'en 1922 et député de Seine-et-Oise de 1893 à 1910 et de 1914 à 1928.
Le père et le fils travaillent au développement et à la prospérité du Bon Marché. On attribue par exemple à Antoine Boucicaut la première diffusion d'un catalogue en 1867 aux habitants du quartier. Cette innovation ouvre la voie du marketing direct qui cherche à « communiquer avec des gens chez eux, plutôt que sur un point de vente ».
Anthony Boucicaut avait acquis en 1876 le château de Chamarande, à quarante kilomètres au sud-ouest de Paris, aujourd'hui propriété du conseil départemental de l'Essonne. Il a mis en valeur le grand domaine de 98 ha en faisant dessécher et défricher  plusieurs dizaines d'hectares de marais et en créant une ferme modèle. Dans le château déjà transformé par le précèdent propriétaire le duc de Persigny (1808-1872), ambassadeur et ministre de l'Intérieur de Napoléon III, il a fait aménager par l'ébéniste Henri-Auguste Fourdinois une salle à manger des chasses dans le goût néo-Renaissance, ainsi qu'un chenil. 
En mars 1877, le bruit court que Boucicaut fils aurait été arrêté pour actes de « germinisme », terme désignant l'homosexualité depuis le scandale du comte de Germiny. Un quotidien, Le Ralliement, l'ayant évoqué dans ses éditions du 15 au 18 mars, Boucicaut poursuit en diffamation le gérant du journal, qui est condamné le mois suivant.
Anthony-Aristide assura la direction du Bon Marché à la mort de son père en 1877 pour moins de deux ans : souffrant d'une grave et longue « maladie de poitrine », il mourut 18 octobre 1879 à 41 ans sans enfant dans son château de Chamarande. Sa dépouille fut ramenée à Paris par train spécial et les obsèques religieuses furent  célébrées en grande pompe dans l'église saint-Thomas d'Aquin avant l'inhumation aux côtés de son père dans le tombeau familial du cimetière du Montparnasse.
Dans l'oraison funèbre, l'orateur s'attacha à « retracer la vie de travail de M. Boucicaut, à mettre en lumière son intelligence, ses goûts artistiques et toutes les qualités qui le rendaient d'une fréquentation si agréable et si précieuse. ». 
Marguerite Boucicaut prit alors en mains la gestion du Bon Marché et, sans héritier proche, légua par testament sa fortune colossale à des œuvres de bienfaisance.
« Avec lui (Anthony-Aristide Boucicaut) s'éteint le nom d'une famille de commerçants qui avait pris pour devise 'Être  utile'.».